# Chasse au gang
Chasse au gang (titre original : Crime Wave ou The City is Dark) est un film américain réalisé par André de Toth, sorti en 1953.

## Synopsis
Deux gangsters usent et abusent de la force pour contraindre un de leurs anciens acolytes, désormais rangé, à participer à un nouveau méfait.

## Fiche technique
- Titre : Chasse au gang
- Titre original : Crime Wave
- Titre alternatif : The City is Dark
- Réalisation : André de Toth
- Scénario : Crane Wilbur, Bernard Gordon et Richard Wormser d'après l'histoire de John et Ward Hawkins Criminals Mark
- Photographie : Bert Glennon
- Musique : David Buttolph
- Costumes : Moss Mabry
- Producteur : Brian Foy
- Société de production : Warner Brothers
- Pays d'origine : États-Unis
- Format : Noir et blanc — 35 mm — 1,37:1 — Son : Mono
- Genre ; film policier
- Durée : 73 minutes
- Date de sortie : 
  -  Italie : 22 octobre 1953
  -  États-Unis : 12 janvier 1954

## Distribution
- Gene Nelson : Steve Lacey
- Phyllis Kirk : Ellen
- Sterling Hayden : détective Sims
- James Bell : Daniel O'Keefe
- Ted De Corsia : Doc Penny
- Charles Buchinsky (Charles Bronson) : Ben Hastings
- Jay Novello : Dr Otto Hessler

Acteurs non crédités :
- Timothy Carey : Johnny Haslett
- Jim Hayward : Zenner

## À noter
- André de Toth suit, dans ce film, une voie proche du documentarisme, expurgée cependant de commentaires en voix-off. "Non seulement la photo, mais le jeu des acteurs, l'agencement des péripéties (...) concourent à communiquer cette impression de reportage que recherche l'auteur et pour laquelle il est prêt à dissimuler soigneusement son métier et son art." (Jacques Lourcelles, in "Dictionnaire du cinéma", Robert Laffont "Bouquins")
- André de Toth illustre sa morale artistique en affirmant : "Je n'ai jamais voulu faire des films ; j'ai toujours cherché à présenter la vie. La vie dans une scène (...), la vie dans un personnage (ce qui le rend crédible ou mémorable). Et aussi j'avais des idées très arrêtées sur le casting. C'est d'ailleurs comme ça que j'ai donné leurs premiers rôles importants à des inconnus qui ont fait carrière après : Buchinsky (Charles Bronson) dans mes westerns et Crime Wave, Raymond Burr dans Pitfall, ou Walter Matthau dans  The Indian Fighter".
- Lors de la scène des arrestations des malfrats, le plan filmé à la 10e minutes montrant des voitures de polices s'arrêtant devant le commissariat ("detective bureau") déversant leur lot d'inculpés est le même que celui utilisé dans les films Gun Crazy: Le démon des armes (Deadly is the Female - Gun Crazy) (à la 57e minutes) en 1950 et Association criminelle (The Big Combo) (à la 19e minutes) en 1955.